# 哥吉拉×美加基拉斯 G消滅作戰
《哥吉拉×美加基拉斯 G消滅作戰》（日語：ゴジラ×メガギラス G消滅作戦），2000年上映的日本電影，哥吉拉系列電影的第24集，東寶電影公司製作、發行，日本票房收入12億日圓，觀眾人次約135萬。導演手塚昌明曾擔任《摩斯拉2 海底大決戰》及《摩斯拉3 王者基多拉來襲》的副導演，本片是他首次擔任導演的作品。

## 劇情概要
1954年，經由核子試爆誕生的魔獸-哥吉拉在東京上陸，從二次大戰戰火中重新繁榮起來的首都一夜之間再度化為廢墟。由於東京遭到嚴重破壞，於是日本政府決定遷都大阪，新生的日本再度重新振作。
1966年日本第一座核電廠東海村核電廠遭到哥吉拉破壞，使得日本政府決定永久放棄核能發電。之後政府極力開發不會吸引哥吉拉的新能源，但無論是風、水還是太陽能都無法完全滿足經濟發展的需要。在1996年終於開發出乾淨的新能源:「電漿動力發電」。但是就在大阪的電廠開始運作不久，哥吉拉卻再次出現並破壞了新電廠，而自衛隊的特殊部隊也在大阪的街道上與哥吉拉展開一場肉搏戰，最後除辻森桐子、奧村知治兩名隊員生還外其餘全部罹難。
現在，2001年，日本政府成立特別G對策本部，決定對哥吉拉進行將牠吸入微型人工黑洞的「G消滅作戰」。但難處是必須將產生黑洞的儀器縮小到兩公尺以內以裝在人造衛星上發射，於是對G戰鬥部隊的隊長辻森桐子找到了在秋葉原開店的天才微機械科學家工藤元。
工藤與他的老師-MBH砲開發的責任者吉澤佳乃合作完成了黑洞砲，並在山梨縣白州進行試驗。但由於實驗失誤造成時空扭曲使得史前昆蟲美加努拉穿越洞口來到現代。目擊實驗的小學生早坂淳在試驗場附近發現一顆奇怪的卵。在搬到東京以後，他將卵丟在涉谷附近的排水溝裡。
而這顆卵孵化出了許多幼蟲-美加努隆，不僅攻擊了人群也破壞了地下水管，造成涉谷大淹水形成涉谷湖。特G對將完成發射至太空之後的黑洞砲命名為「次元潮」，並決定將哥吉拉誘導至奇岩島實施G消滅作戰，然而成群的美加努隆脫皮長成美加努拉並飛往奇岩島欲吸收哥吉拉的能量因此干擾了次元潮的瞄準，哥吉拉於是跟數以萬計的美加努拉展開苦戰，最後用熱線擊退了牠們，特G對見機不可失趁勢發射黑洞砲，但因沒有手動微調而功敗垂成，哥吉拉再度回到海上。
生還的美加努拉則回到涉谷湖裡將哥吉拉的能量注入湖底沉睡的一隻巨大的美加努隆身上，由於接受了哥吉拉的能量，美加努隆脫皮進化成為究極的戰鬥體「美加基拉斯」，牠將涉谷及周邊破壞後飛得無影無蹤。
從奇岩島離開的哥吉拉被證實朝向東京游來，但是桐子不解明明東京沒有電廠等能源為何哥吉拉會游過來?。哥吉拉在台場上陸，特G對出動「格利分」戰機以光子砲迎擊，在雙方戰鬥的同時美加基拉斯飛來，牠覬覦哥吉拉豐沛的能源故與哥吉拉展開戰鬥，在一陣摔角般的決鬥之後，哥吉拉辛苦地獲勝了。而在哥吉拉與美加基拉斯戰鬥的同時，特G對一度想發射黑洞砲將兩隻怪獸送入黑洞一同消滅，不過受美加基拉斯發出的高週波影響黑洞砲發生故障，而次元潮衛星也開始向地面墜落。
打敗敵人後的哥吉拉走向國立化學研究所展開破壞，G對策本部長杉浦基彥才說出原本在5年前就應該被廢止的電漿動力能源研究一直都還在秘密進行...聽到此話桐子非常生氣向長官揮了一拳。之後她獨自一人駕駛格利分升空欲引導即將墜落的次元潮發射...，格利分衝向哥吉拉，桐子在千鈞一髮之際跳傘，瞬間黑洞砲發射，哥吉拉消滅!
數個月後，桐子又出現在工藤面前，告知東京的地下出現移動震源。早阪淳回到山梨縣鄉下，此時突然發生地震，哥吉拉的咆哮聲再次出現...

## 登場怪獸
- 哥吉拉
- 美加努龍（翔龍幼蟲）：1956年《空中大怪獸拉頓》中登場的角色，確實存在於白堊紀的巨大蜻蜓幼蟲（水蠆），學名是Meganeuro。
- 美加紐拉（翔龍）：翔龍幼蟲「美加努龍」脫皮後成長的巨大蜻蜓，翼長5米。以群體行動襲擊哥吉拉，目的在吸收哥吉拉的能量後注入美加基拉斯體內。
- 美加基拉斯（超翔龍）：吸收哥吉拉能量而羽化誕生的巨大昆蟲型怪獸。翼長80米，全長50米，體重1萬2千噸。

## 演員
- 辻森桐子：田中美里
- 工藤元：谷原章介
- 新倉誠：勝村政信
- 美馬和男：池內萬作
- 早坂淳：鈴木博之
- 細野精一：山口馬木也
- 奧村知治：山下徹大
- 宮川卓也：永島敏行
- 杉浦基彥：伊武雅刀
- 吉澤佳乃：星由里子
- 海自幹部：黑部進
- 旁白：屋良有作
- 哥吉拉：喜多川務
- 美加基拉斯：渡邊實

## 製作人員
- 導演：手塚昌明
- 劇本：柏原寬司、三村涉
- 特殊技術：鈴木健二
- 角色設計：西川伸司
- 製作：富山省吾
- 音樂：大島ミチル
- 哥吉拉主題曲：伊福部昭

## 外部連結
- 互联网电影数据库（IMDb）上《哥吉拉×美加基拉斯 G消滅作戰》的资料（英文）
- 爛番茄上《哥吉拉×美加基拉斯 G消滅作戰》的資料（英文）
- AllMovie上《哥吉拉×美加基拉斯 G消滅作戰》的资料（英文）
- 開眼電影網上《哥吉拉×美加基拉斯 G消滅作戰》的資料（繁體中文）
- 豆瓣电影上《哥吉拉×美加基拉斯 G消滅作戰》的資料 （简体中文）
- 时光网上《哥吉拉×美加基拉斯 G消滅作戰》的資料（简体中文）